# Maria Maddalena Trenta

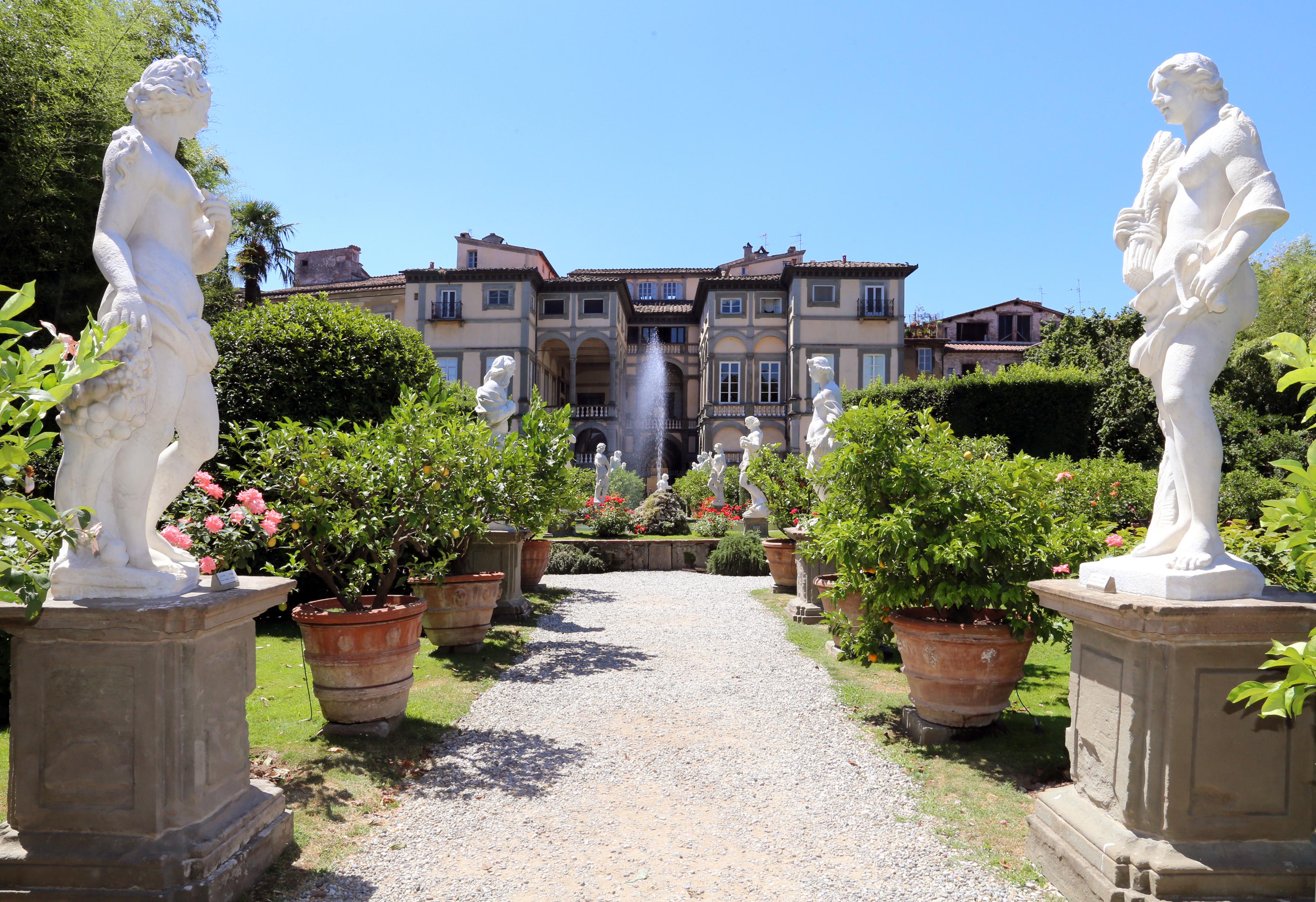
Lucca, palazzo Pfanner

Maria Maddalena Trenta (Lucca, 23 luglio 1670 – Firenze, 9 dicembre 1740) è stata una nobildonna e religiosa italiana.

## Biografia

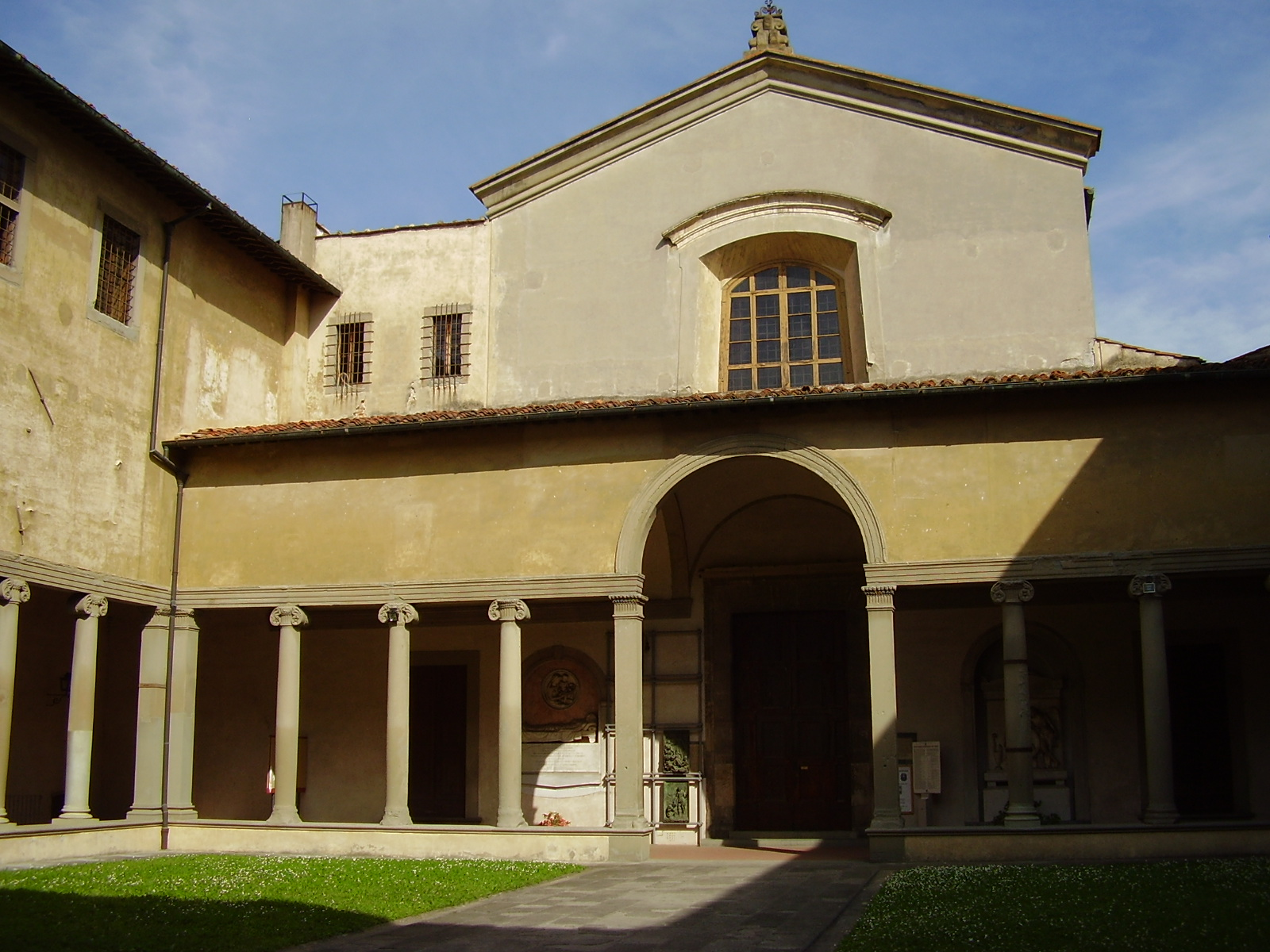
Firenze, chiesa di Santa Maria Maddalena dei Pazzi

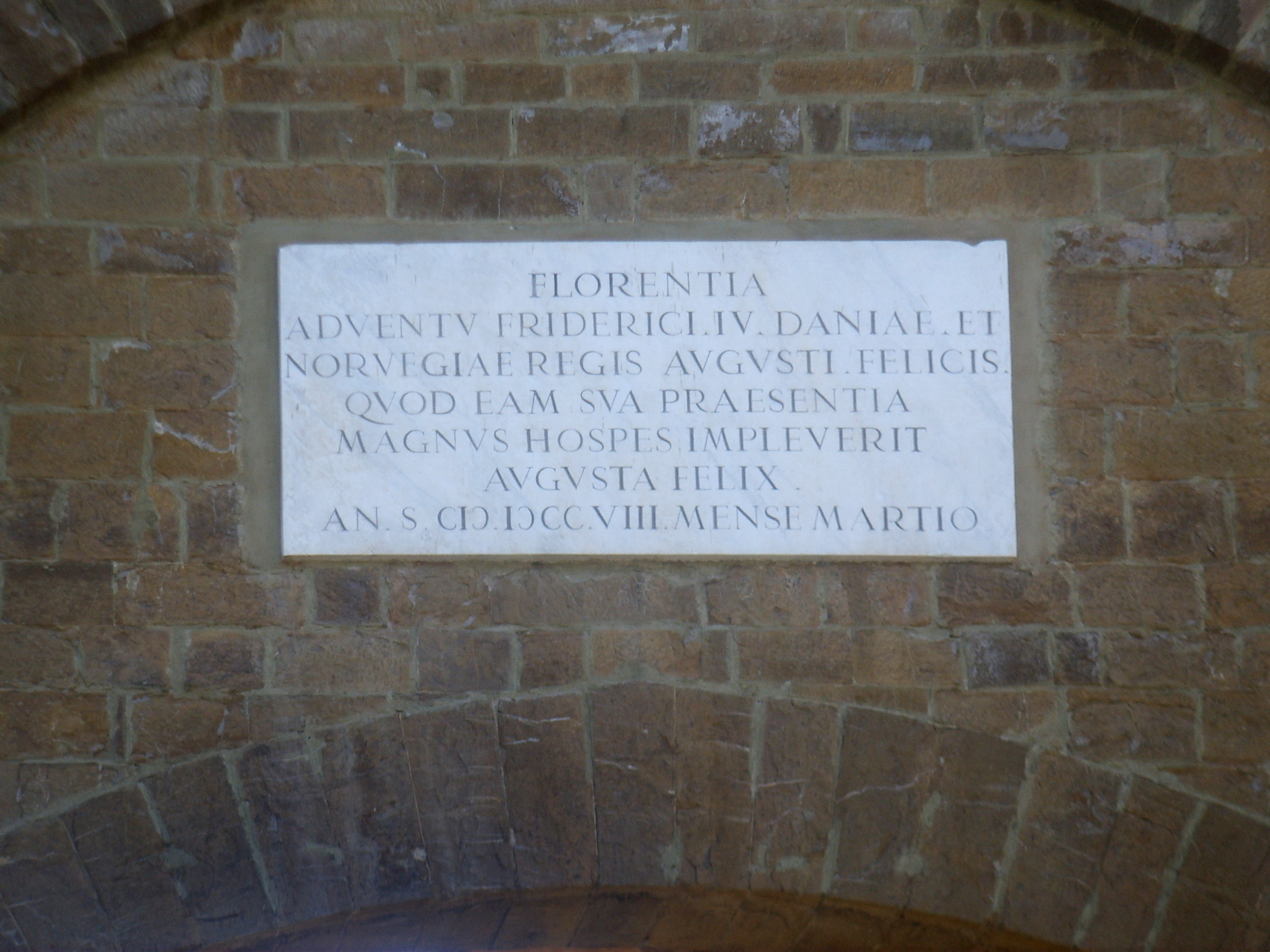
Lapide che ricorda la venuta del re danese a Firenze, sulla porta San Gallo

Nobildonna lucchese, si trattò del suo matrimonio con Filippo Bentivoglio, gentiluomo di camera del granduca di Toscana Cosimo III de' Medici, che promise di sposarla ma le nozze non ebbero poi luogo.
Nel 1691 il principe di Danimarca Federico IV di Danimarca, futuro re di Danimarca e di Norvegia, ospite a Lucca a palazzo Pfanner, in un ricevimento danzò con la giovane, ma non fu mai in discussione un matrimonio sia per la diversità di lignaggio che per la diversa confessione religiosa (cattolica la Trenta, luterano il principe). Ma i romanzieri hanno amato ricamare sull'incontro. Successivamente, dopo aver messo alla prova la sua vocazione monastica, Maria Maddalena nel 1693, fu accolta nel monastero di Santa Maria degli Angeli (anche detto di Santa Maria Maddalena de' Pazzi) delle Carmelitane a Firenze, dove visse con coerenza e impegno un'intera vita religiosa, rivestendo ruoli di formatrice, consigliera e priora (1717-1720). 
Nel 1708 il re di Danimarca tornò a Firenze e da qui a Livorno dove fu ospite presso il palazzo Huigens in via Borra e da qui volle fare visita a suor Maria Maddalena nel monastero di clausura, cosa che produsse un notevole imbarazzo nella Chiesa fiorentina, per la differenza di confessione religiosa. Con le opportune licenze, l'arcivescovo concesse l'incontro in cui il sovrano chiese preghiere. La monaca, da parte sua, fece al sovrano, una richiesta di grazia per Filippo Bentivoglio, condannato a morte per essere stato testimone in un duello ed esule a Venezia. Il re, effettivamente, intercedette presso papa Clemente XI, che ottenne per il Bentivoglio il ritorno in patria.
La madre Teresa Maria Maddalena morì il 9 dicembre 1740, stimata dalle consorelle e dall'intera comunità, a 70 anni di età e 47 di impegnata vita religiosa.

### Letteratura
La vicenda di Maria Maddalena fu oggetto di una rielaborazione molto libera e creativa da parte del romanziere danese Børge Janssen in Jomfruen fra Lucca (La fanciulla di Lucca, 1904).